# Jack Falahee
John Ryan "Jack" Falahee (Ann Arbor, 20 de fevereiro de 1989) é um ator norte-americano, mais conhecido por interpretar Connor Walsh na série americana How to Get Away with Murder.

## Biografia
Descendente de italianos, irlandeses, alemães e suíços, Falahee nasceu e cresceu em Ann Arbor, Michigan, filho de uma mãe Fonoaudióloga e pai Médico. Ele começou a atuar enquanto estudava na Huron High School. Em 2011, Falahee se graduou na Tisch School of the Arts da Universidade de Nova York com um BFA em drama, onde estudou teatro e participou de inúmeras produções, incluindo Love's Labour's Lost, A Midsummer Night's Dream e Sondheim's Company. Seu primeiro trabalho foi em 2012, como personagem convidado na web-série de comédia, Submissions Only. Também nesse ano, ele teve o papel principal no curta-metragem Sunburn. Ele também estudou na Oficina Internacional de Teatro em Amsterdam.

## Carreira
Falahee fez sua primeira aparição na TV em 2013, como convidado na série de dramédia teen da The CW, The Carrie Diaries, e mais tarde apareceu na série da NBC de curta duração, Ironside. Ele estrelou ao lado de Haley Lu Richardson e Mary McCormack no filme da Lifetime, Escape from Polygamy, que estreou em 24 de agosto, 2013. Falahee posteriormente teve papéis em vários filmes independentes, incluindo Hunter, Blood and Circumstance e Slider. Em 2014, ele apareceu no thriller de ação Rage ao lado de Nicolas Cage e Aubrey Peeples. Também nesse ano, ele teve um papel recorrente como Charlie McBride na série de drama teen da ABC Family, Twisted.
Em 12 de fevereiro de 2014, Falahee foi escalado para o papel regular na série de drama jurídico da ABC, How to Get Away with Murder produzida por Shonda Rhimes. A série é estrelada por Viola Davis como uma professora de direito. Falahee desempenha o papel do aluno Connor Walsh, estudante de direito e um dos cinco estudantes estagiários da Annalise Keating (Viola Davis), ao lado de Aja Naomi King, Alfred Enoch, Matt McGorry e Karla Souza, também conhecidos como The Keating 5. A série estreou em 25 de setembro de 2014, com críticas positivas e um público de 14 milhões de telespectadores.

## Filmografia

### Filmes
| Ano  | Título                        | Papel          | Notas         |
| ---- | ----------------------------- | -------------- | ------------- |
| 2012 | Sunburn                       | Kevin          | Curta         |
| 2013 | Campus Life                   | Elliot         |               |
| 2013 | Hunter                        | Gavin          |               |
| 2013 | Escape from Polygamy          | Ryder          | Filme para TV |
| 2014 | Rage                          | Evan           |               |
| 2014 | Blood and Circumstance        | Danny Stabler  |               |
| 2014 | Criminal minds                | Sick           |               |
| 2015 | Blowtorch                     | Michael Vardi  |               |
| 2015 | Untitled Ari Gold Project     | Jimmy          |               |
| 2015 | Lily & Kat                    | Henri          |               |
| 2015 | Cardboard Boxer               |                |               |
| 2016 | Blowtorch                     | Michael Vardi  |               |
| 2018 | The Song of Sway Lake         | Jimmy          |               |
| 2018 | We are boats                  | Michael        |               |
| 2019 | Berserk                       | Huntley Thomas |               |
| 2019 | At 30 We Throw Dinner Parties | Marcelo        | Curta         |
| 2019 | Crossbow                      |                | Curta         |
| 2022 | Hayseed                       | Duck McIlrath  |               |
| 2024 | Holly by Nightfall            | Graham         |               |
| 2024 | Matineé                       | Tommy          | Curta         |
| 2025 | Shattered Ice                 | Dave Dunn      |               |
| 2025 | Forge                         | Harrison       |               |

### Televisão
| Ano       | Título                      | Personagem         | Notas                                      |
| --------- | --------------------------- | ------------------ | ------------------------------------------ |
| 2012      | Submissions Only            | Clenched Student   | Episódio: "The Growing Interconnectedness" |
| 2013      | The Carrie Diaries          | Colin              | Episódio: "Hush Hush"                      |
| 2013      | Ironside                    | Scott Dolan        | Episódio: "Hidden Agenda"                  |
| 2014      | Twisted                     | Charlie McBride    | Papel recorrente, 8 episódios              |
| 2016-2017 | Mercy Street                | Frank Stringfellow | 4 episódios                                |
| 2014-2020 | How to Get Away with Murder | Connor Walsh       | Principal; 90 Episódios                    |
| 2022-     | Undertow: Narcosis          | Frank Perotti      | Papel recorrente, 10 episódios             |
| 2023      | Dark Dice                   | Harquin            | 2 episódios                                |